# Famille Kourakine

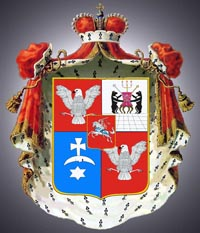
Armoiries de la famille princière Kourakine

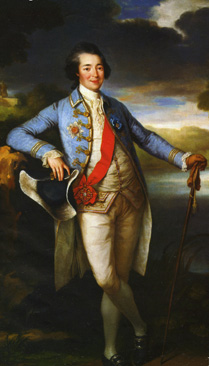
Portrait du prince Alexandre Borissovitch Kourakine (1781) par Richard Brompton.

La famille Kourakine (en russe : Куракин) est une famille princière de la noblesse russe.
Elle est issue de Ghédimine, grand-duc de Lituanie au XIVe siècle. Le premier qui ait porté le nom de Kourakine est André, qui reçut, ainsi que tous ses descendants, le titre de boyard.
On connaît surtout : 
- le prince Boris Ivanovitch Kourakine (1676-1727), diplomate et homme d'État,
- le prince Alexandre Borissovitch Kourakine (1697-1749), diplomate et homme d'État,
- le prince Alexandre Borissovitch Kourakine (1752-1818), arrière-petit-fils du précédent et également diplomate, dit le prince Diamant
- le prince Alexis Kourakine (1759-1829), frère du précédent, homme politique russe.

À partir du deuxième tiers du XIXe siècle, les Kourakine n'occupent plus de postes au plus haut sommet de l'État et se contentent de hauts postes dans la fonction publique et de la gestion de leurs domaines agricoles et de leur importante fortune.

## Membres notables de la famille Kourakine
- Fiodor Kourakine (mort en 1567), boyard et homme de guerre de l'époque d'Ivan le Terrible
- Prince Ivan Semionovitch Kourakine (mort en 1632), voïevode et homme de guerre au Temps des troubles
- Stepan Borissovitch Kourakine (1754-1805), fondateur du club anglais, frère du prince Diamant, propriétaire d'Altoufievo et de Kourakovchtchina et du palais Kourakine de Moscou (rue Novaïa Basmannaïa)
- Alexis Borissovitch Kourakine (1759-1829), frère du précédent, haut serviteur de l'Empire, ministre de l'Intérieur (1809-1810)
- Ivan Borissovitch Kourakine (1761-1827), colonel, frère des précédents
- Boris Alexeïevitch Kourakine (1784-1850), diplomate, neveu du précédent
- Alexeï Borissovitch Kourakine (1809-1872), fils du précédent, 1er secrétaire d'ambassade à Paris et à Vienne, peintre amateur
- Alexandre Borissovitch Kourakine (1811-1870), général, frère du précédent
- Fiodor Alexeïevitch Kourakine (1842-1914), publia une partie des archives de la famille Kourakine conservées à Nadejdino, neveu du précédent
- Anatoli Alexandrovitch Kourakine (1845-1936), fils du général, conseiller d'État et Stallmeister à la Cour
- Ivan Anatolievitch Kourakine (1874-1950), fils du précédent, député à la Douma, puis reçoit les saints ordres après la Révolution en émigration

## Voir aussi

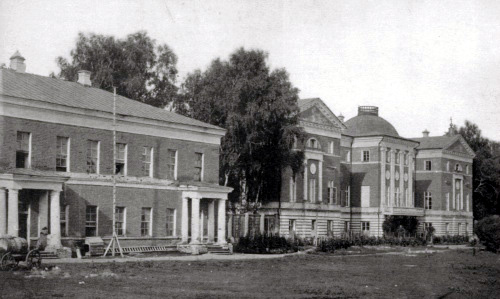
Nadejdino, ancienne propriété des Kourakine, aujourd'hui détruite.